# Szűz Mária-székesegyház (Ciutadella de Menorca)
A Szűz Mária-székesegyház a spanyolországi Ciutadella de Menorca egyik 13–14. századi műemléke, a Menorcai egyházmegye központi temploma.

## Története
A templom építését Menorca szigetének 1287-es meghódítása után III. Alfonz aragóniai király rendelte el. 1558-ban, amikor a törökök megtámadták a szigetet, a templomot is kirabolták, és ugyanez történt a 20. századi spanyol polgárháború idején is. Az épületet a 16. század végétől kezdve több alkalommal átalakították, ezen átalakítások legjellegzetesebb következménye a klasszicista főkapu, amely elrejti az eredeti gótikusat. A templomot 1795-ben emelték székesegyházi rangra.
A templomhoz tartozó Lelkek kápolnája a 17. század végén épült barokk stílusban, a klasszicista Szeplőtelen fogantatás-kápolna a 19. század elejéről származik, a Santísimo-kápolna pedig a 19. század végéről. A harangtorony alsó része egykor az itteni, ma már nem létező mecset minaretjének részét képezte.
A székesegyház 1986-ban nagyszabású külső-belső felújításon esett át. A kórusban visszaállították a régi, 18. századi kórushoz tartozó üléseket és a püspöki trónt. Orgonáját Gabriel Blancafort i París készítette 1993-ban.

## Leírás
A gótikus székesegyház a Menorca szigetén található Ciutadella de Menorca történelmi városközpontjában található a Székesegyház tér (Plaza de la Catedral) északi-északnyugati oldalán. Egyetlen hajója van, ez 14,5 méter széles, magassága 23 méter, és hat szakaszból álló bordás keresztboltozattal van fedve. Az oldalkápolnákat növényi motívumokkal díszített fejezettel ellátott oszlopok választják el a hajótól.
Nyugati oldalán nyílik a klasszicista főbejárat, míg déli oldalán egy gótikus bélletes kapu, az úgynevezett Órakapu (Portal del reloj) vagy Fénykapu (Portal de la luz). Belül efölött helyezkedik el az orgona. A templomhoz tartozó múzeumban többek között miseruhákat, ötvösműveket, fafaragásokat és képeket mutatnak be. Az épületben rendszeresen tartanak komolyzenei hangversenyeket is.

## Képek

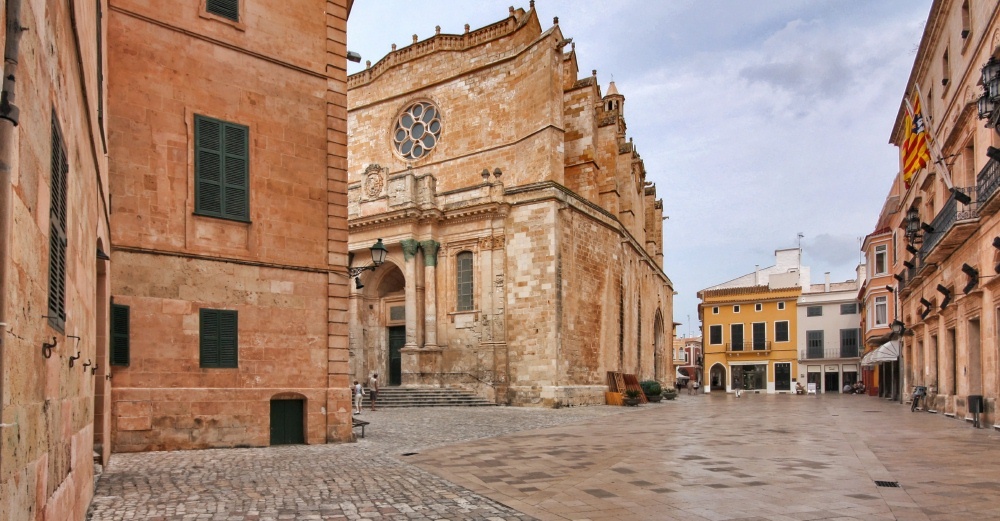
Az épület és környezete
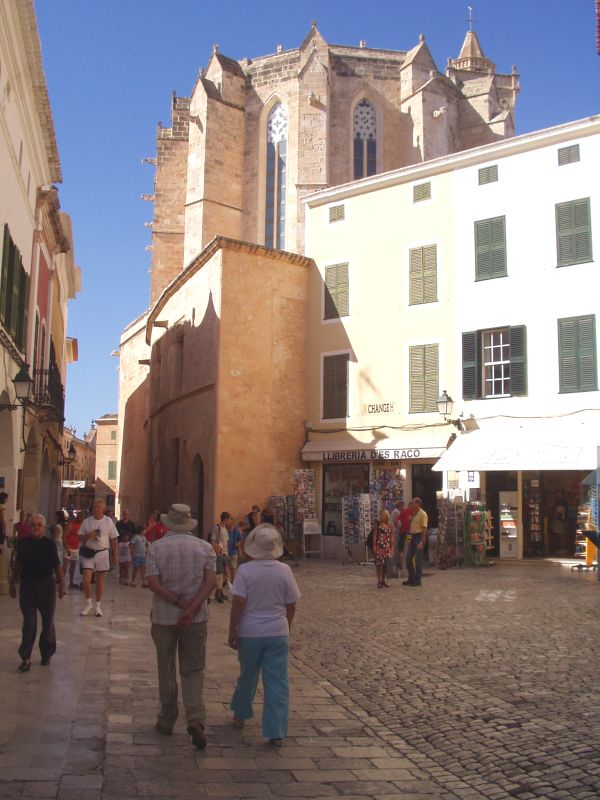
A templom hátsó része
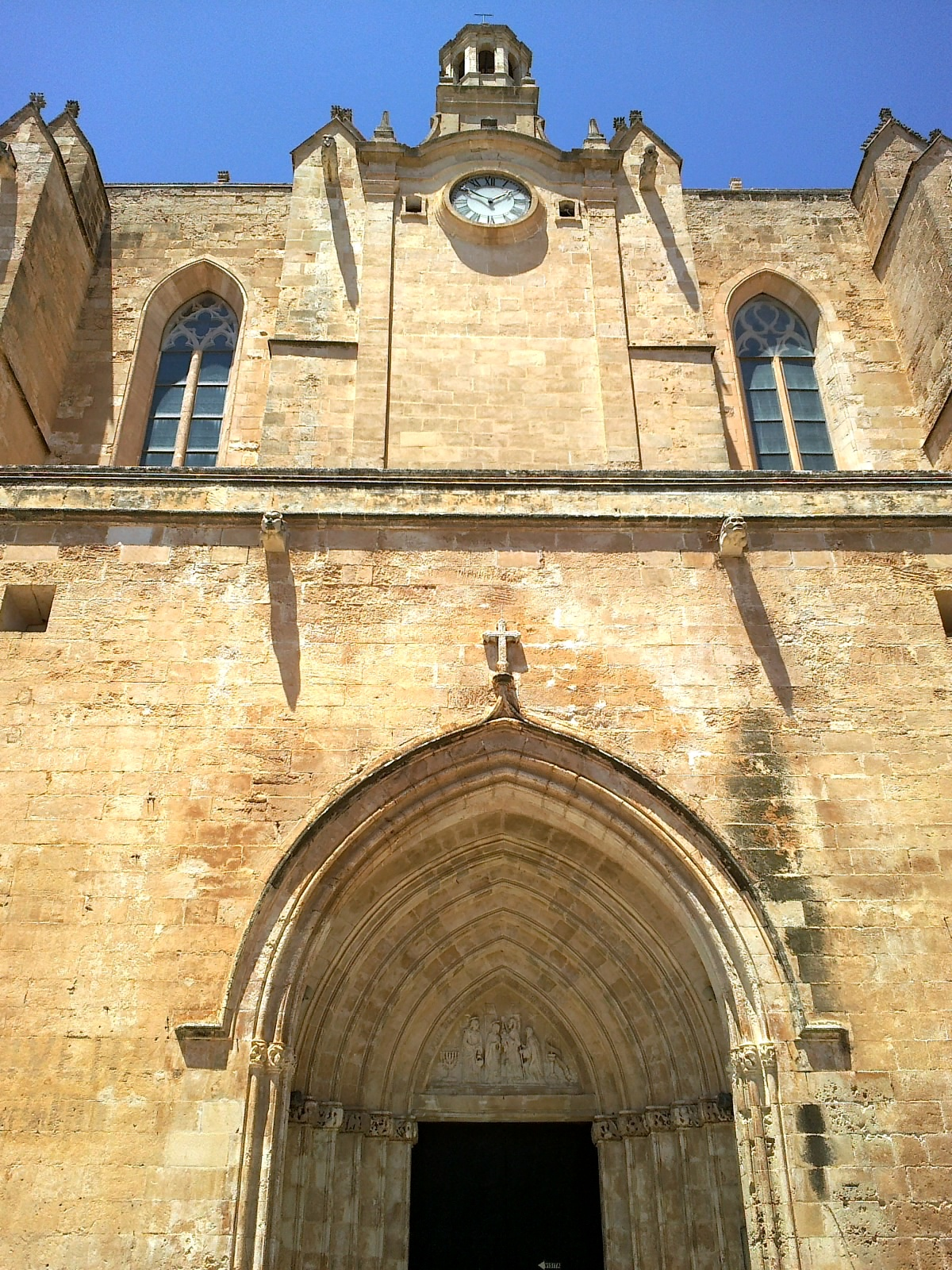
A déli kapu
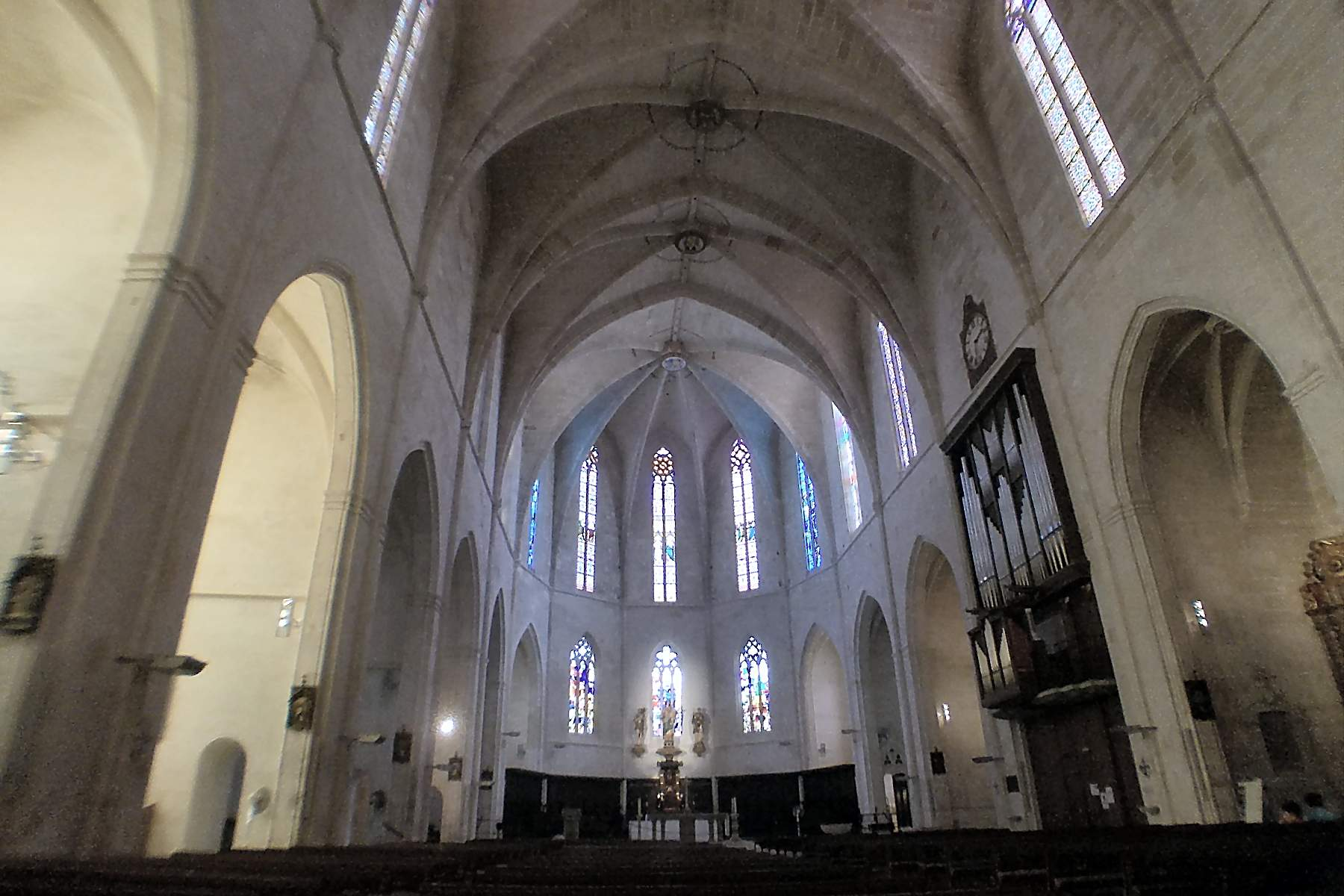
Belső kép